# H. H. Holmes
Herman Webster Mudgett (16 tháng 5 năm 1861 – 8 tháng 5 năm 1896), nổi tiếng với biệt danh Dr. Henry Howard Holmes, là một kẻ giết người hàng loạt. Tại Chicago vào thời điểm tổ chức hội chợ thế giới 1893, Holmes đã mở một khách sạn do y tự thiết kế và xây dựng nhằm mục đích giết người, và cũng là nơi thủ ác của ông ta. Trong khi ông ta thú nhận 27 vụ giết người, và chỉ có 4 vụ được xác nhận, số lượng nạn nhân của ông có thể lên đến 200.
Vụ án trở nên nổi tiếng trong thời gian ấy và được công chúng chú ý qua loạt bài trên báo của William Randolph Hearst. Vụ án của Holmes được hồi sinh vào năm 2003 bởi Erik Larson qua The Devil in the White City: Murder, Magic, and Madness at the Fair That Changed America, một tác phẩm phi giả tưởng ăn khách. Câu chuyện của ông trước đó được ghi chép trong The Torture Doctor bởi David Franke (1975), Depraved: The Shocking True Story of America's First Serial Killer bởi Harold Schechter (1994), và chương VI "The Monster of Sixty-Third Street" của Gem of the Prairie: An Informal History of the Chicago Underworld bởi Herbert Asbury (1940, tái xuất bản 1986).